# Тікуґо (Фукуока)

Чікуґо́ (яп. 筑後市, ちくごし, МФА: [t͡ɕikugo ɕi̥]?) — місто в Японії, в префектурі Фукуока.     Отримало статус міста 1954 року. Площа становить 41,85 км². Станом на 1 липня 2012 року населення складало 48 613  осіб, густота населення — 1160 осіб/км².     

## Історія
Фукуцу отримало статус міста 1 квітня 1954 року.